# 푸루샤르타
푸루샤르타(산스크리트어: पुरुषार्थ)는 사람이 추구해야 할 목표라는 뜻을 지닌 산스크리트어 단어로, 힌두교 신자들이 삶에서 추구해야 하는 4가치 가치들인 카마(사랑), 아르타(재물, 권력, 명예), 다르마(종교적 도덕), 모크샤(해탈) 등을 아울러 이르는 단어이다.

## 같이 보기
- 아슈라마